# Expeditie Robinson (België)
Expeditie Robinson is een televisieprogramma waarin 16 tot 20 kandidaten proberen te overleven op een onbewoond eiland. Tussen 2000 en 2012 was het programma een coproductie tussen een Nederlandse en een Vlaamse productiemaatschappij. Het programma wordt sinds 2013 enkel uitgezonden in Nederland onder dezelfde naam. Later, in 2018 kwam het programma terug in een eigen Belgische versie. De serie ontleent zijn naam aan het 18de-eeuwse verhaal over de zeeman Robinson Crusoe die na een schipbreuk op een onbewoond eiland terechtkomt, en daar probeert te overleven.

## Geschiedenis
De show is bedacht door de Brit Charlie Parsons en voor het eerst op tv gebracht in Zweden, onder de naam Expidition Robinson. Het format werd verkocht aan verschillende landen over de hele wereld, waaronder de Verenigde Staten, waar inmiddels 46 seizoenen van Survivor zijn uitgezonden.
De opnames worden op de uitgekozen locaties achterelkaar per deelnemend land gemaakt. Alle Europese deelnemende televisiezenders huren het van oorsprong Zweedse bedrijf Strix in om hun versie te coproduceren. Alle deelnemers, presentatoren, producers, camera- en geluidsmensen en overige crew reizen gezamenlijk naar dezelfde basislocatie en kunnen zo gebruikmaken van dezelfde set-up, wat kostenbesparend werkt. De opnames worden in de zomer gemaakt en in de diverse deelnemende landen in het najaar uitgezonden.
Het eerste seizoen van de Nederlandstalige editie was in 2000 in Nederland te zien op Net5 en in Vlaanderen op VT4. Aan dit seizoen deden acht onbekende Nederlanders en acht onbekende Vlamingen mee. Na vijf seizoenen bij Net5 en VT4 ging het programma vanaf 2005 naar het televisiestation van John de Mol (Talpa) die de rechten voor het televisieprogramma had verworven. Deze stap was een schok voor Net5, daar het voor deze zender het best bekeken programma ooit was. De Nederlandse divisie van Strix Television, Strix TV Nederland, produceerde vervolgens Expeditie Robinson voor Talpa samen met het Vlaamse kanaal KanaalTwee.
In 2006 werd een special van Expeditie Robinson uitgezonden, onder de naam Strijd der Titanen. In deze special deden zestien oud-deelnemers mee. De special werd in Nederland wederom uitgezonden door Talpa. In Vlaanderen werd de special en het daaropvolgende reguliere seizoen uitgezonden door VTM.
Vanaf 2007 verhuisde het programma weer terug naar KanaalTwee. In Nederland werd het programma overgenomen door RTL 5.
In 2010 deden voor het eerst bekende Nederlanders en Vlamingen mee. Dit bleef zo tot 2012 en in de afzonderlijke Nederlandse versie doen tot en met 2018 steeds bekende Nederlands mee.

### Terugtrekking 2BE
Wegens tegenvallende kijkcijfers stopte KanaalTwee, nu onder de naam 2BE, in 2013 met Expeditie Robinson. Omdat in Nederland de kijkcijfers hoog bleven, besloot RTL 5 door te gaan met het programma. Hierdoor doen vanaf 2013 enkel bekende Nederlanders mee aan het programma. Ondanks dat 2BE zich terugtrok, bleef de Belgische Evi Hanssen co-presentatrice van Expeditie Robinson. Een jaar later werd zij echter alsnog vervangen.

### Terugkeer in België
In het najaar van 2018 maakte het programma een terugkeer naar België, dit keer op de zender VIER, dat het programma al eerder tussen 2000 en 2005 uitzond onder de naam VT4. Voor de nieuwe Belgische editie werd gekozen voor een editie met 17 onbekende Belgen. Er speelden geen BV's meer mee zoals in de laatste seizoenen die in België werden uitgezonden, ook werd het voor het eerst een eigen editie waaraan Nederland niet meewerkte. Desondanks zond VIER het wel op hetzelfde tijdstip uit als RTL 5 in Nederland.

### Opnieuw samen met Nederland
Een jaar na de terugkeer in België werd opnieuw een seizoen samen met Nederland geproduceerd. De geplande uitzending is in het voorjaar van 2020.

### Presentatie
De presentatie lag in het eerste en tweede seizoen in handen van Ernst-Paul Hasselbach en Desiré Naessens. In het derde seizoen werd Naessens vervangen door Roos Van Acker. Na het vijfde seizoen stopte Van Acker omdat zij door haar contract met VT4 geen presentator van een KanaalTwee-programma kon worden. Van Acker werd vervangen door Lotte Verlackt. Verlackt werd na twee series weer vervangen door Evi Hanssen in verband met de verhuizing van KanaalTwee naar VTM.
In 2008 overleed Hasselbach bij een auto-ongeval in Noorwegen tijdens opnamen van 71° Noord, op het moment dat het tiende seizoen van Expeditie Robinson op de Nederlandse en Vlaamse televisie werd uitgezonden. Hij werd vervangen door Eddy Zoëy. Zoey presenteerde het programma drie seizoenen, waarna hij werd opgevolgd door Dennis Weening.
Een jaar nadat 2BE de stekker uit Expeditie Robinson trok, werd Hanssen in de Nederlandse versie vervangen door Nicolette Kluijver.
Bij de terugkeer naar het Vlaamse scherm werd er maar voor één presentator gekozen in plaats van twee. De presentatie lag in handen van Bartel Van Riet.

## Format
Een groep van zestien tot twintig deelnemers reist naar een onbewoond eiland. De deelnemers worden in twee kampen verdeeld; kamp Noord en kamp Zuid. In deze twee kampen moeten de deelnemers zien te overleven met weinig voedsel. Elke dag volgt er een proef tussen de kampen, afwisselend een Robinsonproef en een eliminatieproef.
In de Robinsonproef wordt er tussen de kampen gestreden om iets wat de expeditie aangenamer maakt, zoals voedsel, hulp van buitenaf, contact met het thuisfront of tripjes naar de bewoonde wereld.
In de eliminatieproef wordt er gestreden om langer verblijf in de expeditie. Het verliezende kamp moet naar de eilandraad. Hier wordt een stemming gehouden. De deelnemer met de meeste stemmen, moet de expeditie verlaten.
Doorgaans vindt er na zekere tijd een wissel plaats, waardoor de samenstelling van de kampen verandert.
Ongeveer halverwege de expeditie is er een zogeheten samensmelting. Hierin komen de twee kampen bij elkaar en wordt er een diner gehouden. Na de samensmelting speelt iedere deelnemer voor zichzelf. In de Robinsonproef wordt de beloning daardoor ook individueel. In de eliminatieproef, die na de samensmelting immuniteitsproef wordt genoemd, wordt gestreden om immuniteit. Dat wil zeggen dat degene die wint, niet naar huis kan worden gestuurd tijdens de eilandraad.
Wanneer er drie of vier deelnemers overgebleven zijn, wordt de finale gespeeld: een serie van verschillende proeven waarbij bepaald wordt welke deelnemers naar de eindronde gaan. De winnaar wordt gekozen door de deelnemers die na de samensmelting zijn afgevallen of door het thuispubliek.

### Wijzigingen in het format
Sinds 2010 is de Robinsonproef vervallen. De voordelen die daarin behaald konden worden, zijn geïntegreerd in de immuniteitsproeven.
Ook wordt de winnaar niet meer gekozen, maar wordt er in de finale een finaleproef gespeeld, waarin vele onderdelen van voorgaande proeven naar voren komen.
In enkele seizoenen bestaat er een afvallerseiland. Deelnemers die afvallen, kunnen via dit eiland alsnog de samensmelting of de finale bereiken. Op dit eiland worden duels gespeeld. De verliezer gaat alsnog naar huis, de winnaar blijft alleen achter op het eiland tot zich een volgende afvaller meldt.
In enkele seizoenen bestaat er een winnaarseiland. De winnaar van de immuniteitsproef mag hier naartoe met enkele medekandidaten. Hier wacht hen enkele aangename verrassingen, zoals voorheen in de Robinsonproef.

## Overzicht van alle seizoenen

### Seizoenen met edities van Nederland en België samen
| Seizoen            | Bestemming         | Presentatie           | Presentatie     | Finale                 | Finale                                            | Aantal kandidaten |
| Seizoen            | Bestemming         | Presentatie           | Presentatie     | Robinson               | Andere finalist(en)                               | Aantal kandidaten |
| ------------------ | ------------------ | --------------------- | --------------- | ---------------------- | ------------------------------------------------- | ----------------- |
| 2000               | Maleisië           | Ernst-Paul Hasselbach | Desiré Naessens | Karin Lindenhovius     | Eva Willems                                       | 16                |
| 2001               | Maleisië           | Ernst-Paul Hasselbach | Desiré Naessens | Richard Mackowiak      | Pascale Mertens                                   | 16                |
| 2002               | Maleisië           | Ernst-Paul Hasselbach | Roos Van Acker  | Derek Blok             | Olivier Glorieux                                  | 16                |
| 2003               | Indonesië Maleisië | Ernst-Paul Hasselbach | Roos Van Acker  | Jutta Borms            | Judge Chambliss                                   | 16                |
| 2004               | Maleisië           | Ernst-Paul Hasselbach | Roos Van Acker  | Frank de Meulder       | Matthias Verscheure                               | 18                |
| 2005               | Maleisië           | Ernst-Paul Hasselbach | Lotte Verlackt  | Marnix Allegaert       | Emma Van Den Bossche Marleen van Moer             | 18                |
| Strijd der Titanen | Filipijnen         | Ernst-Paul Hasselbach | Lotte Verlackt  | Ryan van Esch          | Jennifer Smit                                     | 17                |
| 2006               | Panama             | Ernst-Paul Hasselbach | Evi Hanssen     | Olga Urashova          | Lenny Janssen                                     | 16                |
| 2007               | Maleisië           | Ernst-Paul Hasselbach | Evi Hanssen     | Vinncent Arrendell     | Willem Hogeveen                                   | 100               |
| 2008               | Maleisië           | Ernst-Paul Hasselbach | Evi Hanssen     | Yin Oei                | Hans Meenhorst                                    | 16                |
| 2009               | Maleisië           | Eddy Zoëy             | Evi Hanssen     | Marcel Vandezande      | Rita Berger Marina Harvent                        | 21                |
| 2010               | Maleisië           | Eddy Zoëy             | Evi Hanssen     | Regina Romeijn         | Tatiana Silva Braga Tavares                       | 17                |
| 2011               | Filipijnen         | Eddy Zoëy             | Evi Hanssen     | Tanja Dexters          | Sascha Visser Niko Van Driessche                  | 16                |
| 2012               | Maleisië           | Dennis Weening        | Evi Hanssen     | Fatima Moreira de Melo | Peggy Vrijens Fajah Lourens Christophe De Meulder | 16                |
| NL vs BE           | Filipijnen         | Geraldine Kemper      | Bartel Van Riet | Thomas Roobrouck       | Elroy Lemmens Koen Loomans                        | 16                |

### Seizoenen met edities van België alleen
| Seizoen | Bestemming | Presentatie     | Finale          | Finale              | Aantal kandidaten |
| Seizoen | Bestemming | Presentatie     | Robinson        | Andere finalist(en) | Aantal kandidaten |
| ------- | ---------- | --------------- | --------------- | ------------------- | ----------------- |
| 2018    | Filipijnen | Bartel Van Riet | Robbe De Backer | Nele Velghe         | 17                |

## Zenders uitzendingen
| Seizoen  | Zender Nederland | Zender België |
| -------- | ---------------- | ------------- |
| 2000     | Net5             | VT4           |
| 2001     | Net5             | VT4           |
| 2002     | Net5             | VT4           |
| 2003     | Net5             | VT4           |
| 2004     | Net5             | VT4           |
| 2005     | Talpa            | KanaalTwee    |
| Special  | Talpa            | VTM           |
| 2006     | Talpa            | VTM           |
| 2007     | RTL 5            | KanaalTwee    |
| 2008     | RTL 5            | 2BE           |
| 2009     | RTL 5            | 2BE           |
| 2010     | RTL 5            | 2BE           |
| 2011     | RTL 5            | 2BE           |
| 2012     | RTL 5            | 2BE           |
| 2018     | n.v.t.           | VIER          |
| NL vs BE | Videoland        | VIER          |

## Trivia
- De openingstune die al vanaf het begin wordt gebruikt is Hummell Gets the Rockets van de soundtrack van de film The Rock. Deze is gecomponeerd door Hans Zimmer.
- In 2007 deden er 100 deelnemers mee. Dit onverwachte aantal was voor een kwart van hen aanleiding om direct te vertrekken.
- In 2009 deden er aanvankelijk enkel 16 vrouwen mee. Later werd dit deelnemersveld aangevuld met vijf mannen. Een van hen, Marcel Vandezande, won dat seizoen.